# Альянде
Альянде (ісп. Allande) — муніципалітет в Іспанії, у складі автономної спільноти Астурія. Населення — 2068 осіб (2009).
Муніципалітет розташований на відстані близько 400 км на північний захід від Мадрида, 65 км на захід від Ов'єдо.
Муніципалітет складається з таких паррокій: Бердуседо, Бесульйо, Бустантіго, Селон, Лаго, Лінарес, Ломес, Парахас, Пола-де-Альянде, Сан-Еміліано, Сан-Мартін-дель-Вальєдор, Сан-Сальвадор-дель-Вальєдор, Санта-Колома, Вільягруфе, Вільяр-де-Сапос, Вільявасер, Вільяверде.

## Демографія
Динаміка населення (INE ):

## Галерея зображень

Розташування муніципалітету
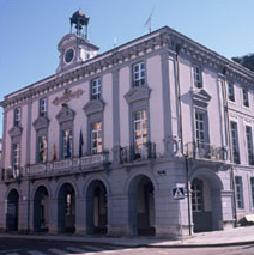
Муніципальна рада